# Vellut blau
Vellut blau (títol original en anglès Blue Velvet) és una pel·lícula nord-americana dirigida per David Lynch, estrenada el 1986. Després del fracàs comercial i la mala rebuda per la crítica de Dune (1984), David Lynch va desitjar fer una pel·lícula més personal, més a prop de l'estil surrealista dels seus començaments (Eraserhead, 1977). El guió de Blue Velvet va passar per nombroses mans de Hollywood entre finals dels anys 70 i el començament dels anys 80, molts productors el van rebutjar pel seu caràcter violent i fortament sexual. L'Estudi independent De Laurentiis Entertainment Group, propietat a l'època del productor Dino de Laurentiis, va acceptar finançar i produir la pel·lícula.

## Argument
A la petita ciutat estatunidenca de Lumberton, a Carolina del Nord, Mr. Beaumont és víctima d'una crisi cardíaca mentre rega la gespa. El seu fill Jeffrey, tornant a casa seva després d'una visita al seu pare malalt, descobreix una orella humana en un camp. Aquesta orella, en descomposició, és coberta d'insectes. Jeffrey porta immediatament la seva troballa a l'inspector Williams i coneix així la seva filla, Sandy.
Empès per la curiositat i un cert gust pel misteri, Jeffrey portarà la investigació amb Sandy per descobrir a qui pertany aquesta orella i què amaga aquesta història macabra, darrere la façana aparentment innocent de Lumberton.
Aquesta investigació el submergirà al món sòrdid i ensofrant on evolucionen, entre d'altres, Dorothy Vallens, una cantant de cabaret psicològicament fràgil, i Frank Booth, un perillós psicòpata pervers.

## Repartiment
- Isabella Rossellini: Dorothy Vallens
- Kyle MacLachlan: Jeffrey Beaumont
- Dennis Hopper: Frank Booth
- Laura Dern: Sandy Williams
- Hope Lange: Sra. Williams
- Dean Stockwell: Ben
- George Dickerson: l'inspector John Williams
- Priscilla Pointer: Sra. Beaumont
- Frances Bay: tia Barbara
- Jack Harvey: Mr. Tom Beaumont
- Ken Stovitz: Mike
- Brad Dourif: Raymond
- Jack Nance: Paul
- J. Michael Hunter: el caçador
- Dick Green: Don Vallens

## Gènesi de la pel·lícula
El rodatge es va desenvolupar a Lumberton i Wilmington, a Carolina del Nord.
Cap distribuïdor americà no desitjava tenir res a veure amb aquesta pel·lícula, el productor Dino De Laurentiis va muntar la seva pròpia societat, De Laurentiis Entertainment Group (D.E.G.).
L'escena del salvament de Dorothy és inspirada del personatge de Selina Cross en Els plaers de l'infern (una noia violada pel seu sogre que acaba per matar). En aquesta pel·lícula, el personatge és interpretat per Hope Lange, l'actriu que fa de Sra. Williams, la mare de Sandy, a Blue Velvet.

### Guió
Lynch considera Blue Velvet com la seva pel·lícula més personal, i ha afirmat que és en part autobiografica:

| « | Kyle es vesteix com jo. El meu pare era investigador científic i treballava al Departament de l'Agricultura dels Estats Units a Washington. Es passava el nostre temps als boscos. Estava fart del bosc quan vaig marxar, però en tot cas, els llenyataires i els seus tions, totes aquestes coses, és per mi una imatge d'Amèrica tant com els tancats de jardins amb les seves roses. Aquesta imatge la tinc gravada i em fa feliç. | » |
La història de la pel·lícula prové de tres idees cristal·litzades en l'esperit del realitzador des de 1973. Segons una entrevista de Lynch a Cineaste el 1987, la primera idea es resumeix amb «un sentiment» i un títol, Blue Velvet.

La segona idea era la imatge d'una orella humana tallada i situada en un camp. Lynch ha explicat en una entrevista:
| « | No sé perquè era una orella. Havia de ser un orifici del cos humà, un forat en alguna cosa... L'orella és enganxada al cap i desemboca directament sobre l'esperit, per tant això m'ha semblat perfecte. | » |

 La tercera i última idea era la interpretació de la cançó Blue Velvet per Bobby Vinton:
| « | La tonalitat ha vingut amb aquesta cançó: un ambient, un temps, i les coses que pertanyen a aquest temps. | » |

David Lynch i Richard Roth han enviat el guió a la Warner Bros., que s'han interessat pel projecte. Lynch ha passat dos anys per escriure dos esborranys que, segons ell, no eren molt bons. El seu problema era que 
| « | implicaven tot el que hi ha de desagradable a la pel·lícula però res més. Li faltaven massa coses. | » |

.

### Tria dels actors
Dennis Hopper, que havia treballat anteriorment a Easy Rider (1969) i Apocalypse Now (1979), era la celebritat de la pel·lícula. La reputació d'Isabella Rossellini va començar en els anys 1980, gràcies a la publicitats per Lancôme. Kyle MacLachlan havia encarnat el personatge principal a Dune (1984), la pel·lícula de Lynch adaptada de la novel·la del mateix nom que va suposar un fracàs de crítica i comercial.
Però entre els actors de Blue Velvet figuren igualment alguns poc coneguts a l'època, ja que el contingut del guió i el pressupost moderat de la pel·lícula tenen limitat el nombre de celebritats que podia contractar Lynch.

El paper de Frank Booth havia estat de manera inicial proposat a Robert Loggia, després a Willem Dafoe i Richard Bright, que van refusar tots tres sobre la base del caràcter vulgar i massa intens del personatge. Dennis Hopper, per la seva banda, va acceptar el paper amb entusiasme:
| « | He d'interpretar Franck! Sóc Franck! | » |

. Hopper va confirmar això al documental «making-of» de Blue Velvet titulat Els misteris de l'amor, produït el 2002.
Pel paper de Dorothy Vallens, Lynch havia pensat primer de tot amb Hanna Schygulla, que va refusar el paper, després a Helen Mirren. Va trobar finalment Isabella Rossellini en un restaurant novaiorquès, i l'actriu va acceptar.
El cineasta tenia una sola idea al cap pel personatge de Jeffrey Beaumont: Vall Kilmer. Però l'actor va rebutjar el paper, pretextant que el guió no era més que «pornografia». Kilmer va afirmar més tard que hauria acceptat la versió final de la pel·lícula, que li agradava molt. Chris Isaak, del qual Lynch ha utilitzat dues cançons de l'àlbum Silvertone per la seva pel·lícula, var ser igualment temptat i va refusar igualment. Finalment, la proposició va ser feta a Kyle MacLachlan, que va acceptar immediatament.
Lynch va dir en una entrevista que pensava de manera inicial contractar Molly Ringwald, que tenia llavors una reputació de «teen idol», pel paper de Sandy Williams. Però la mare de l'actriu s'hi va oposar basant-se en les escenes explícites contingudes en el pel·lícules, que haurien pogut segons ella ternir la carrera prometedora de la seva filla al món del cinema.

## Música
Banda original:
- Blue Velvet, interpretat per Bobby Vinton
- Blue Star, interpretat per Isabella Rossellini
- Love Letters, interpretat per Ketty Lester
- Livin' For Your Lover, interpretat per Chris Isaak
- Gone Ridin, interpretat per Chris Isaak
- Mysteries Of Love, interpretat per Julee Cruise
- In Dreams, interpretat per Roy Orbison
- Honky Tonk (Part I), interpretat per Bill Doggett
- Blue Velvet, interpretat per Isabella Rossellini

## Premis i nominacions
Premis
- Millor pel·lícula i millor fotografia, al Festival internacional de cinema de Catalunya el 1986.
- Millor pel·lícula estrangera, als Fotogramas de Plata (Espanya) el 1987.
- Millor actriu per Isabella Rossellini, als premis Film Independent's Spirit el 1987.

Nominacions
- Globus d'Or al millor guió
- Globus d'Or al millor actor secundari per Dennis Hopper, 1987.
- Oscar al millor director, 1987.